# Blue Train (음반)
| 전문가 평가                         | 전문가 평가 |
| 평가 점수                           | 평가 점수   |
| 출처                                | 점수        |
| ----------------------------------- | ----------- |
| AllMusic                            | [ 1 ]       |
| The Encyclopedia of Popular Music   | [ 2 ]       |
| Tom Hull                            | A–          |
| The Penguin Guide to Jazz           | [ 4 ]       |
| The Rolling Stone Jazz Record Guide | [ 5 ]       |

《Blue Train》은 1958년 1월 블루 노트 레코드에서 발매된 미국의 재즈 색소폰 연주자 존 콜트레인의 스튜디오 음반으로, 카탈로그 BLP 1577이다. 뉴저지주 해컨색의 밴 겔더 스튜디오에서 녹음된 이 음반은 콜트레인이 세션 리더로서 녹음한 유일한 블루 노트 음반이다. 이 음반은 미국 음반 산업 협회에 의해 골드 레코드 인증을 받았다.

## 배경
이 음반은 콜트레인이 파이브 스팟에서 셀로니어스 몽크 콰르텟의 멤버로 상주하던 중에 녹음되었다. 이 인원으로는 콜트레인의 마일스 데이비스 밴드 동료, 베이스의 폴 챔버스, 드럼의 필리 조 존스가 있는데, 둘 다 이전에 피아니스트 케니 드류와 함께 일한 적이 있다. 트럼펫 연주자 리 모건과 트롬본 연주자 커티스 풀러는 모두 유망한 재즈 음악가였고, 적절한 시기에 아트 블래키의 재즈 메신저스의 멤버였다. 그의 이전 레이블과는 달리, 블루 노트는 녹음 세션 전에 며칠 동안 음악 리허설을 위해 음악가들에게 돈을 지불했다.
표준곡인 〈I'm Old Fashioned〉를 제외한 모든 곡은 콜트레인이 작곡했다. 이 시점에서 그의 작곡은 전통적인 디아토닉 하모니를 사용했지만, 그것들은 전통적인 방식으로 설정되었다. 타이틀곡은 준 마이너 (Eb7#9) 테마의 블루스이다. 〈Locomotion〉은 또한 44마디 형태의 블루스 리프 곡이다. 태드 다메론이 작곡한 〈Lady Bird〉의 "G" 키를 부분적으로 바꿔 놓은 것이다.
콜트레인의 연주는 그의 특징적인 스타일을 향한 움직임을 보여준다. 그의 독주곡은 더 조화롭거나 "수직적"이며 선들은 아치형으로 표현되어 있다. 그의 타이밍은 종종 비트 위에서나 뒤에서 연주하기 보다는 비트를 벗어나거나 넘어가는 경우가 많았다. 1960년 인터뷰에서 콜트레인은 《Blue Train》을 그 시점까지 자신이 가장 좋아하는 음반이라고 묘사했다.

## 곡 목록
모든 곡들은 특별한 언급이 없는 한 존 콜트레인에 의해 작곡하였다.
| #  | 제목                | 재생 시간 |
| -- | ------------------- | --------- |
| 1. | 〈Blue Train〉      | 10:43     |
| 2. | 〈Moment's Notice〉 | 9:10      |

| #  | 제목                  | 작곡               | 재생 시간 |
| -- | --------------------- | ------------------ | --------- |
| 1. | 〈Locomotion〉        |                    | 7:14      |
| 2. | 〈I'm Old Fashioned〉 | 조니 머서, 제롬 컨 | 7:58      |
| 3. | 〈Lazy Bird〉         |                    | 7:00      |

## 인증
| 국가                                                  | 인증 | 판매량/출하량 |
| ----------------------------------------------------- | ---- | ------------- |
| 캐나다 (뮤직 캐나다)                                  | 골드 | 50,000^       |
| 이탈리아 (FIMI)                                       | 골드 | 25,000*       |
| 영국 (BPI)                                            | 골드 | 100,000^      |
| 미국 (RIAA)                                           | 골드 | 500,000^      |
| *판매량을 기반으로 한 인증 ^출하량을 기반으로 한 인증 |      |               |